# 密宗聖手
《密宗聖手》（英語：The Himalayan）是1976年上映的一部香港古裝功夫電影，由黃楓執導，茅瑛、陳星、譚道良、關山、凌漢、洪金寶、韓英傑、王恩姬、魯俊、洪性中、李家鼎及楊威主演。本片為香港首部於尼泊爾拍攝的國語片，榮獲第13屆金馬獎最佳剪輯。

## 角色
| 演員   | 角色           | 備註                       |
| 茅瑛   | 青蘭           | 曾六爺之獨生女，武功高強   |
| 陳星   | 高震           | 高逸杭之兄                 |
| 譚道良 | 許天強         | 曾家家丁                   |
| 關山   | 曾六爺         | (客串) 幫會首領，青蘭之父  |
| 凌漢   | 高逸杭／萬曉夫 |                            |
| 洪金寶 |                |                            |
| 韓英傑 | 瞿龍           | 曾家管家                   |
| 王恩姬 | 曼曼           | 高震之情婦                 |
| 魯俊   |                |                            |
| 洪性中 |                |                            |
| 李家鼎 |                |                            |
| 楊威   |                |                            |
| 朱青   | 曉夫妻         | 萬曉夫之妻                 |
| 黃楓   | 鷹喇嘛         | 西藏密宗高手，比武大會主持 |

## 拍攝
本片為香港首部於尼泊爾拍攝的國語片。導演黃楓非常仰慕喇嘛的密宗武功，於尼泊爾拍攝期間得到了當地官員及喇嘛寺僧侶的大力協助，包括借出喇嘛寺進行拍攝；惟片方需遵守不談政治和不談民族思想這兩項底線。

## 獎項
| 年份 | 頒獎典禮     | 獎項     | 名字   | 結果 |
| ---- | ------------ | -------- | ------ | ---- |
| 1976 | 第13届金馬獎 | 最佳剪輯 | 張耀宗 | 獲獎 |

## 外部連結
- 香港影庫上《密宗聖手》的資料（繁體中文）
- 时光网上《密宗聖手》的資料（简体中文）
- 豆瓣电影上《密宗聖手》的資料 （简体中文）
- 互联网电影数据库（IMDb）上《密宗聖手》的资料（英文）